# Čalma
Čalma (cyr. Чалма) – wieś w Serbii, w Wojwodinie, w okręgu sremskim, w mieście Sremska Mitrovica. W 2011 roku liczyła 1431 mieszkańców.